# Pappus z Aleksandrii

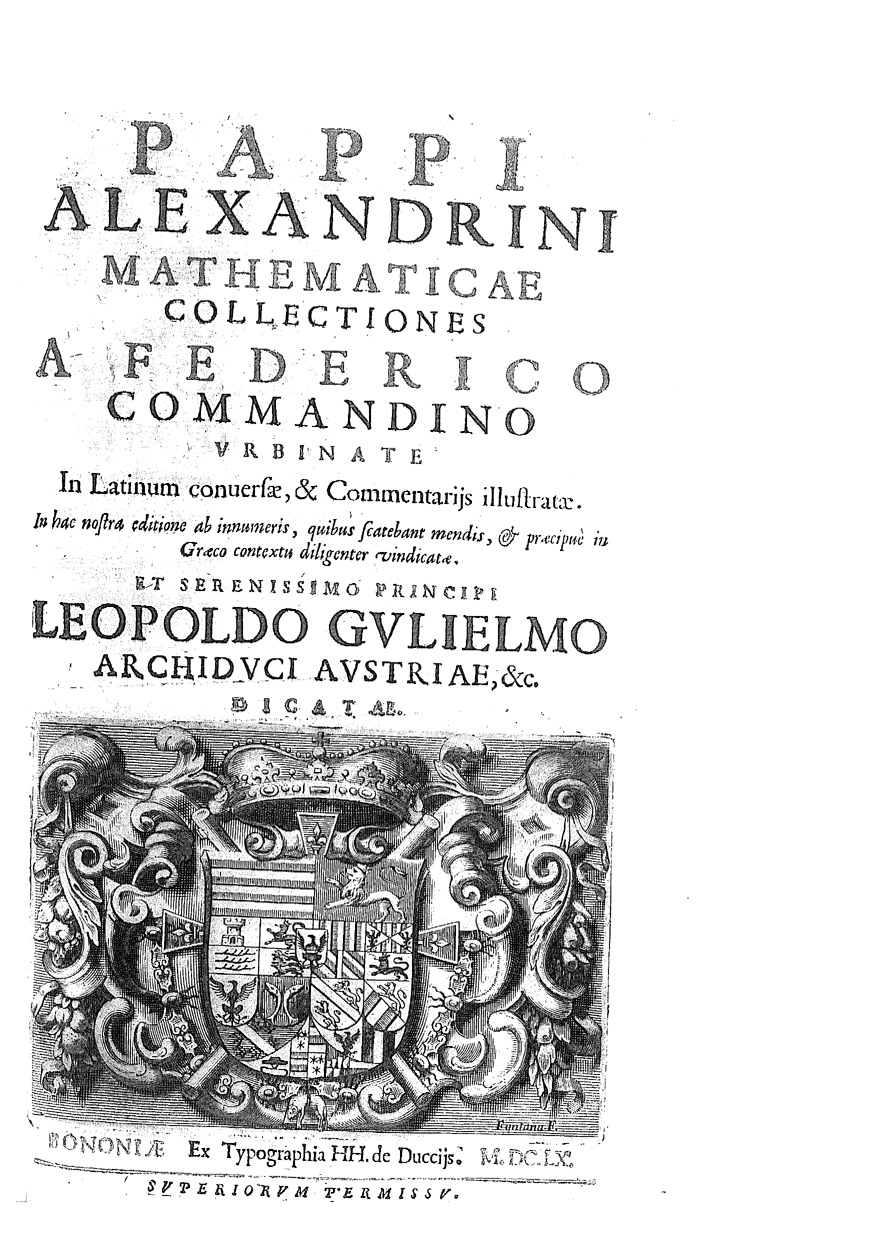
Mathematicae collectiones, 1660

Pappus z Aleksandrii, Páppos, stgr. Πάππος ὁ Ἀλεξανδρεύς, Pappos ho Aleksandreus (przełom III i IV wieku) – grecki matematyk.
Najbardziej znany jest ze swego dzieła Συναγωγή (Synagoge, Zbiór), które ukazało się około roku 340. Był to złożony z 8 ksiąg podręcznik starożytnej geometrii. Pappus zawarł w nim również rozważania nad dziełami innych matematyków, których dzieła częściowo zaginęły.
Przypisuje mu się sformułowanie tzw. twierdzenia Pappusa, jednego z podstawowych w geometrii rzutowej.